# Зелёные (Бельгия)
Зелёные (нидерл. Groen, до 2012 года — Зелёные!) — политическая партия «зелёной» ориентации в Бельгии, действующая во Фламандском сообществе.
В 1970-е иезуит Люк Верстейлен основал движение Agalev (Anders Gaan Leven — Начать жить иначе) с синтетической католическо-энвайронменталистской идеологией. Первые попытки вхождения в политическую жизнь для движения оканчивались неудачей, и в конце 70-х началась подготовка к регистрации Agalev как партии. В 1979 году Agalev участвовал в выборах в Европарламент и получил 2,3 % голосов (0 мандатов), а в 1981 году на парламентских выборах получил около 4 % голосов и провёл двоих депутатов в Палату представителей. Между тем официально партия была зарегистрирована в 1982 году, хотя часть участников движения (в частности, Верстейлен) не участвовали в его политической деятельности. В 80-е и 90-е партия увеличивала своё представительство в парламенте, однако на выборах 2003 года потерпела поражение, получив 2,5 % голосов и ни одного депутатского мандата. В 2007 году партия получила 4 места в Палате представителей. По последним предвыборным опросам, на выборах 13 июня 2010 года партия может рассчитывать на поддержку 6,8 % избирателей во Фландрии и 0,7 % в Брюсселе. На выборах партия получила 264 422 (4,15 %) голосов и 5 депутатских мандатов.
Партия представлена в Европарламенте с 1984 года; в настоящее время является членом Европейской партии зелёных.